# Suzanna Andler
Pour les articles homonymes, voir Andler.
Suzanna Andler est une pièce de théâtre en quatre actes de Marguerite Duras, écrite pour Loleh Bellon et publiée en 1968 aux éditions Gallimard comme première pièce du tome Théâtre II.
Suzanna Andler est créée le 6 décembre 1969 au Théâtre des Mathurins.
La pièce se trouve recréée au West End, Londres, le théâtre Aldwych, en mars 1973 avec Eileen Atkins dans le rôle principal.

## Résumé
Suzanna Andler, une femme élégante d'une quarantaine d'années, est venue à Saint-Tropez pour louer une villa dans la perspective d'y vivre l'été avec son amant, Michel Cayre. Sa liaison avec Michel est connue à son mari, Jean Andler, qui la trompe de son côté depuis longtemps. Les dialogues sont un jeu de mensonges entre Suzanna, Michel, Jean, Dominique qui est une amie de Suzanna et aussi une ancienne maitresse de son mari, et l'agent immobilier Rivière. 

## Mises en scène

### Théâtre des Mathurins,1969
- Catherine Sellers : Suzanna Andler
- Roger Défossez : Rivière
- Gilles Segal : Michel Cayre
- Luce Garcia-Ville : Monique Combès
- Mise en scène : Tania Balachova

### Théâtre 13,1988
- Dominique Paquet
- Patrick Simon
- Carole Delacourt
- Bernard Anberrée
- Mise en scène : Bernard Anberrée

## Adaptation
- 2020 : Suzanna Andler, film français de Benoît Jacquot avec Charlotte Gainsbourg et Niels Schneider

## Édition
- Marguerite Duras, Théâtre II, Gallimard, 1968.